# La Pedrera (Rocha)

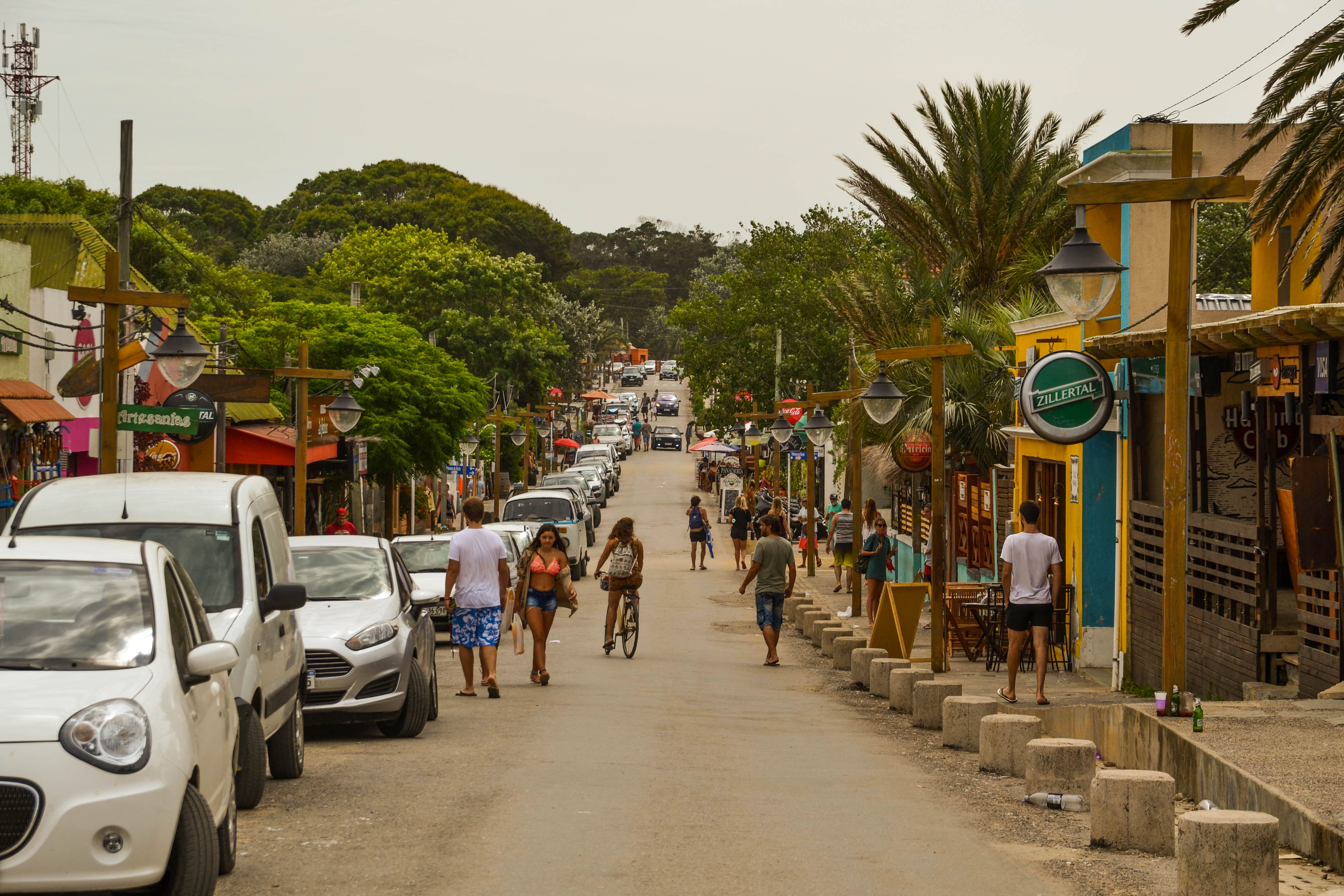
Avenida principal - La Pedrera - Uruguay

La Pedrera es un balneario uruguayo en la costa del departamento de Rocha. Está ubicado sobre el océano Atlántico, a 230 km al este de Montevideo por la ruta 10. Su nombre proviene de las formaciones rocosas que se encuentran en sus playas.

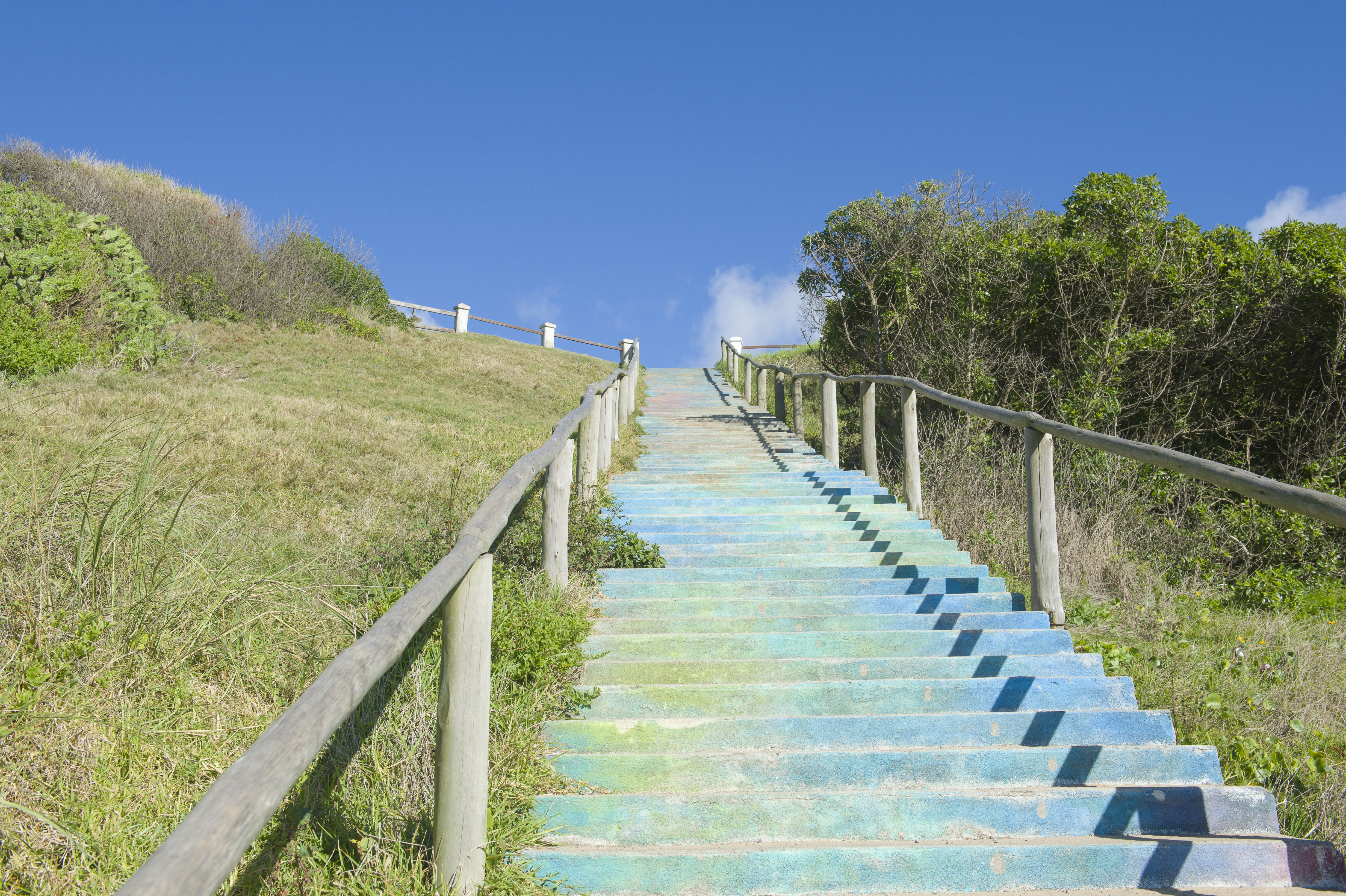
La Pedrera, escalera de subida de la playa, Uruguay

## Geografía

### Formaciones geológicas
Las formaciones rocosas provienen de la época precámbrica. Estas rocas pertenecen a la Formación Rocha y están caracterizadas por su bajo y muy bajo metamorfismo regional. Un análisis estratigráfico detallado encontró tres unidades diferentes de rocas, compuestas por lutitas, arenisca y limo y arcilla. La diferencia en los sedimentos es lo que genera la diferencia en los colores y texturas de las rocas que se pueden apreciar en La Pedrera.

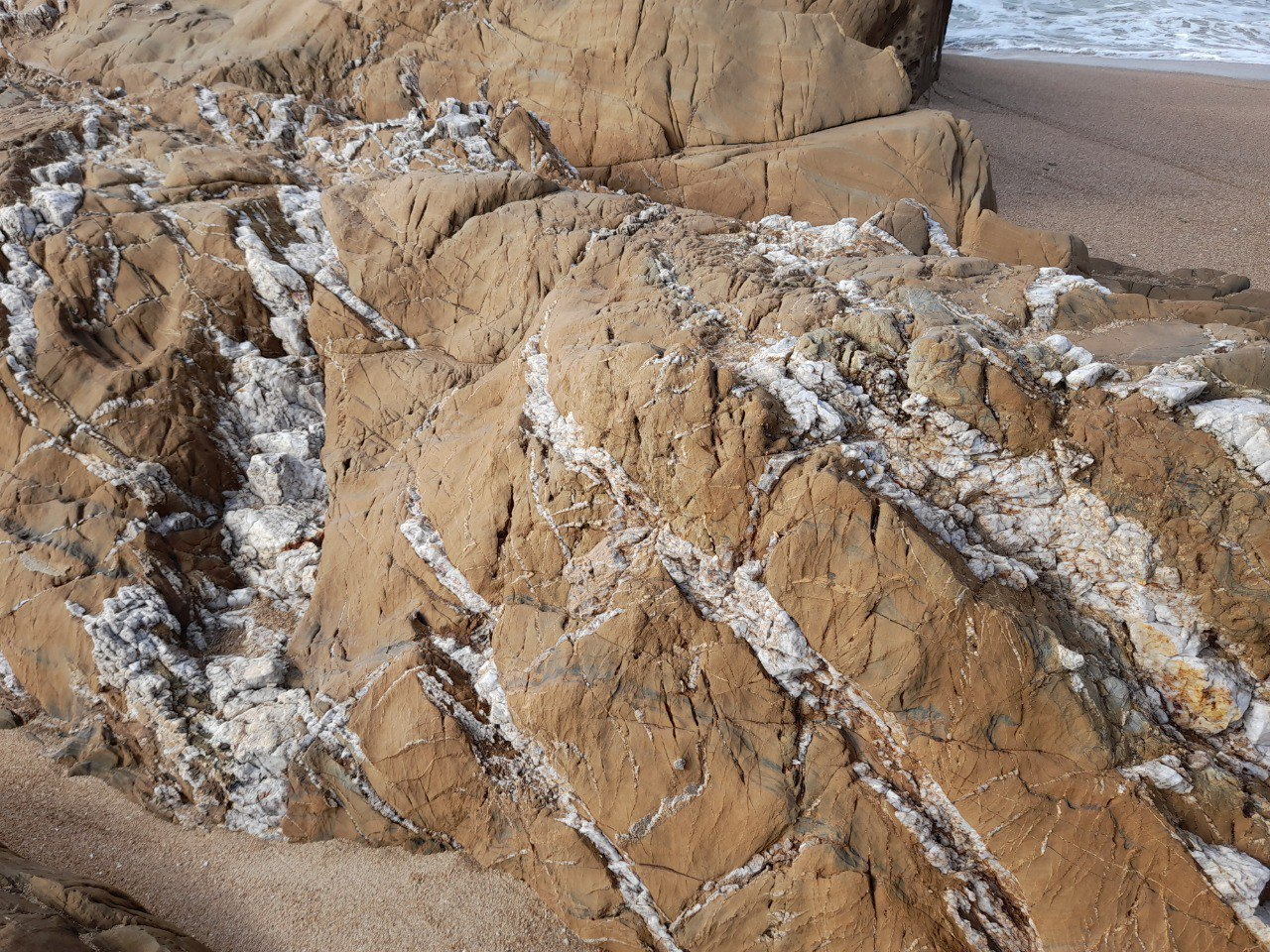
Piedra con una intrusión de cuarzo blanco.
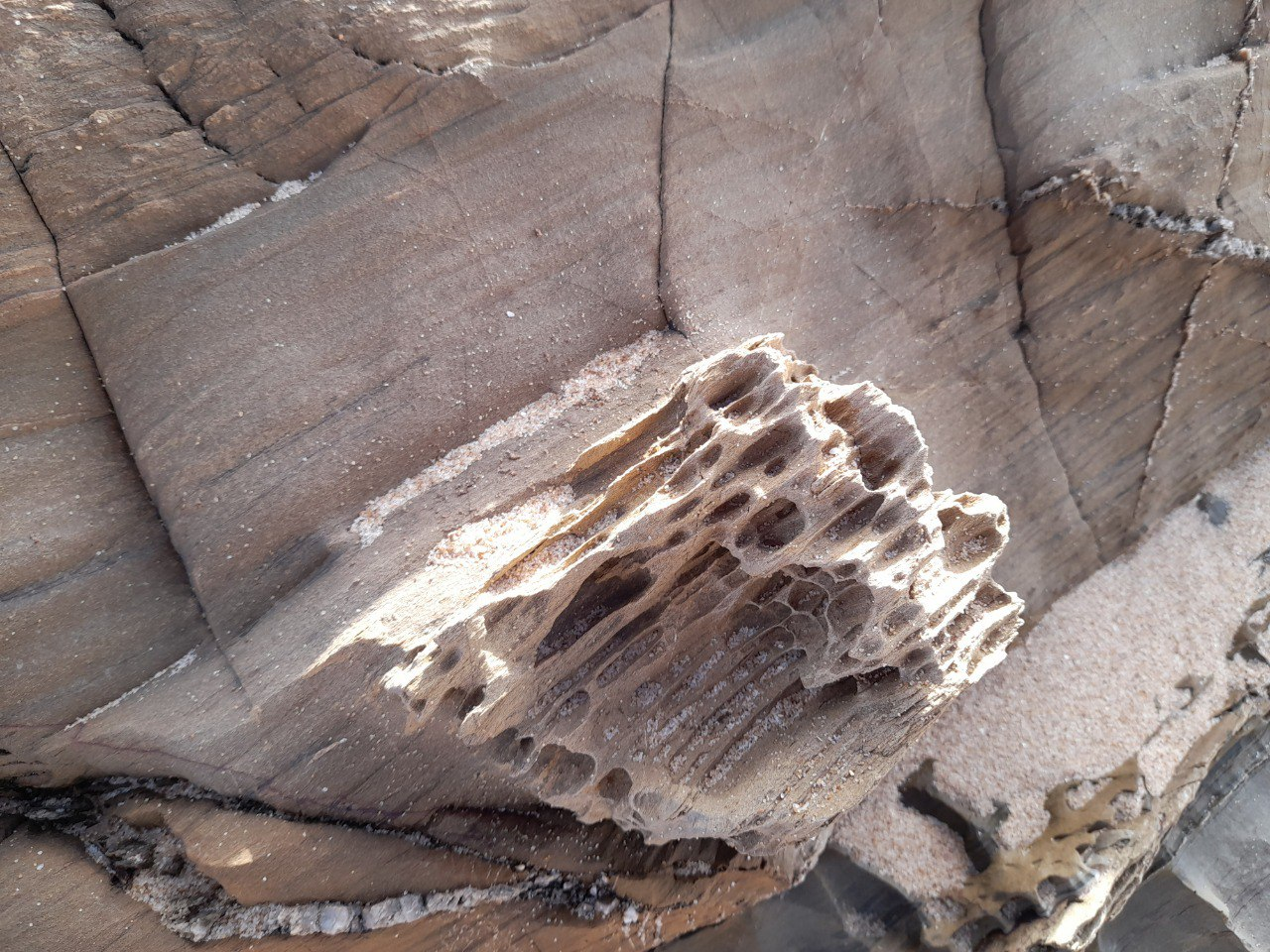
Una roca de arenisca, erosionada por el océano.
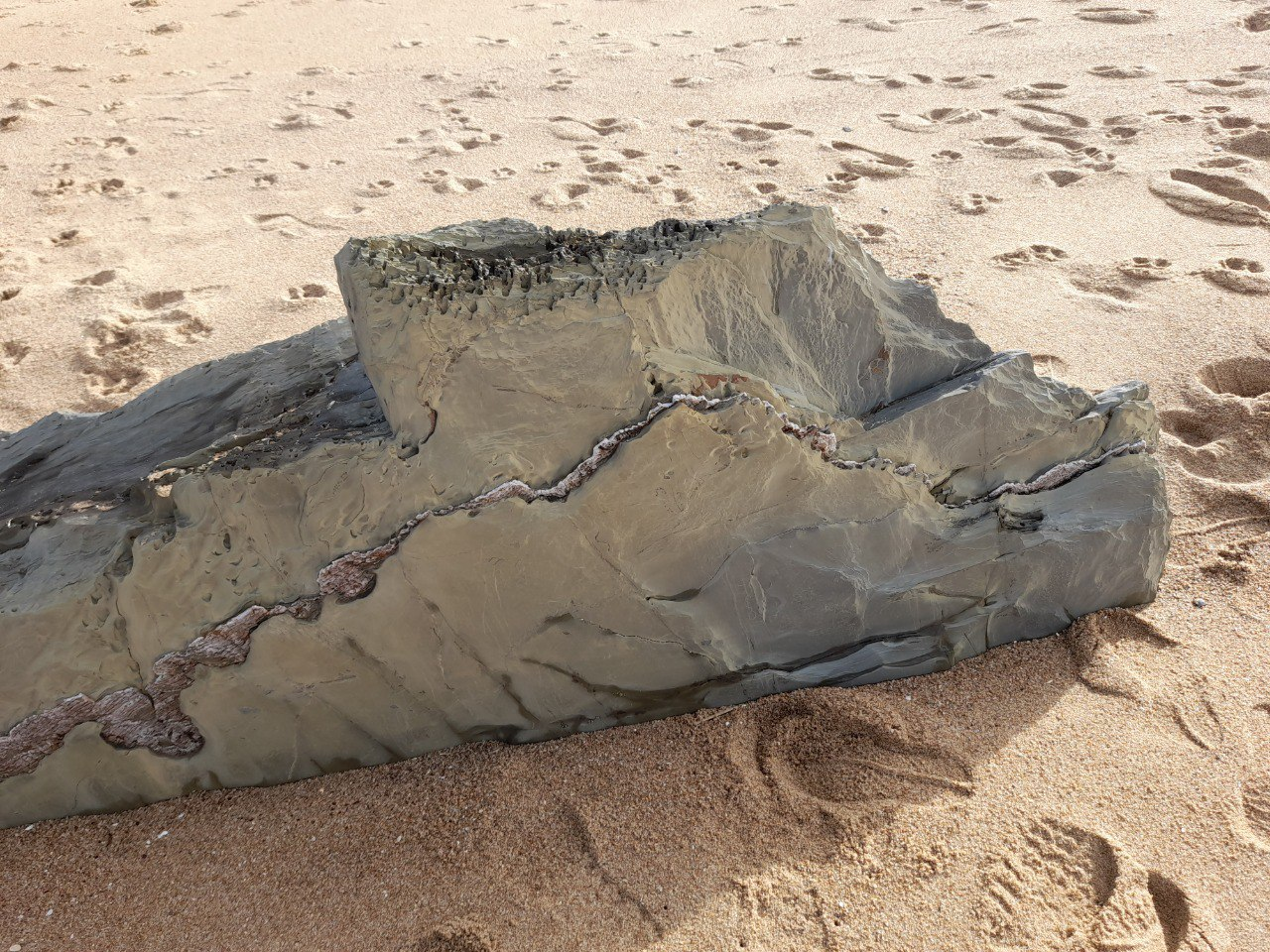
Roca de pizarra, una capa en la estratigrafía.
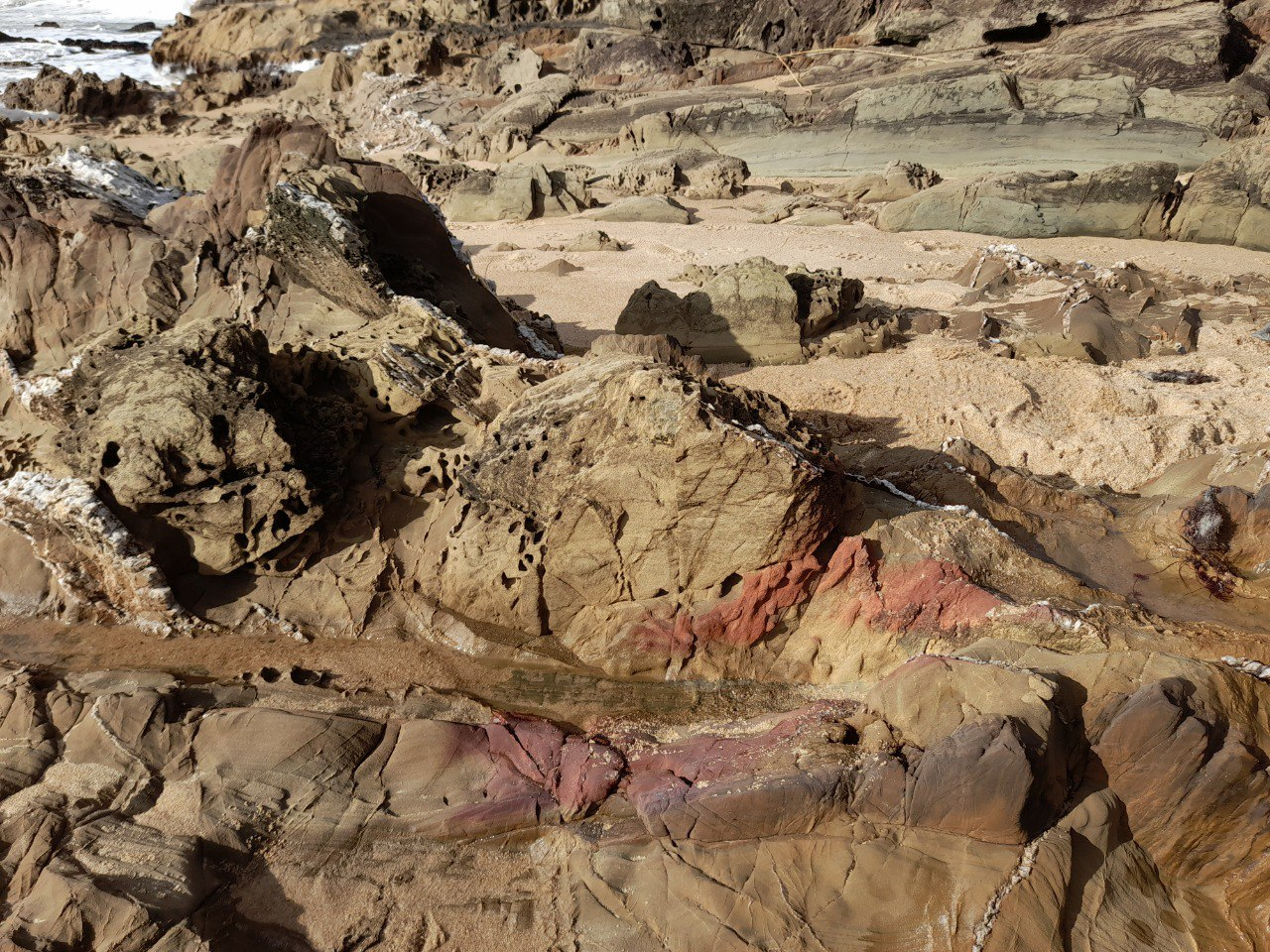
En esta roca se pueden observar diferentes colores.

### Clima
Según la clasificación climática de Köppen, La Pedrera tiene un clima marítimo.

## Turismo
Es una zona donde es común el turismo de avistamiento de aves. Se pueden apreciar numerosas especies como el chiflón, el chiricote, el ostrero, la calandria, el zorzal y el colorado.
Tradicionalmente fue un balneario tranquilo, que a partir de los años 1990 ha convocado mucha juventud.
La Pedrera está construida sobre una formación rocosa rodeada por dos playas: El Desplayado (al este) y La playa del Barco (al oeste de las rocas). Ambas son playas peligrosas dado que están bañadas por el Océano Atlántico. El Desplayado es una playa más bien llana y de arena más fina. La Playa del Barco se caracteriza por ser ideal para practicar Surf y otros deportes acuáticos. Es profunda, dado que al ingresar al mar presenta un pozo pronunciado. La playa del Barco obtiene su nombre gracias al naufragio que tuvo lugar allí en 1977 del barco de origen chino Cathay 8.
Desde el año 2000 durante Semana Santa (de Turismo en Uruguay) se celebra "Jazz entre amigos", festival de jazz coorganizado por autoridades municipales y entidades privadas que convoca anualmente a músicos de diversas nacionalidades.
Desde enero de 2004, se organiza allí en verano La Pedrera Short Film Festival, con presentación de cortometrajes de varios países.